# Yaciretá

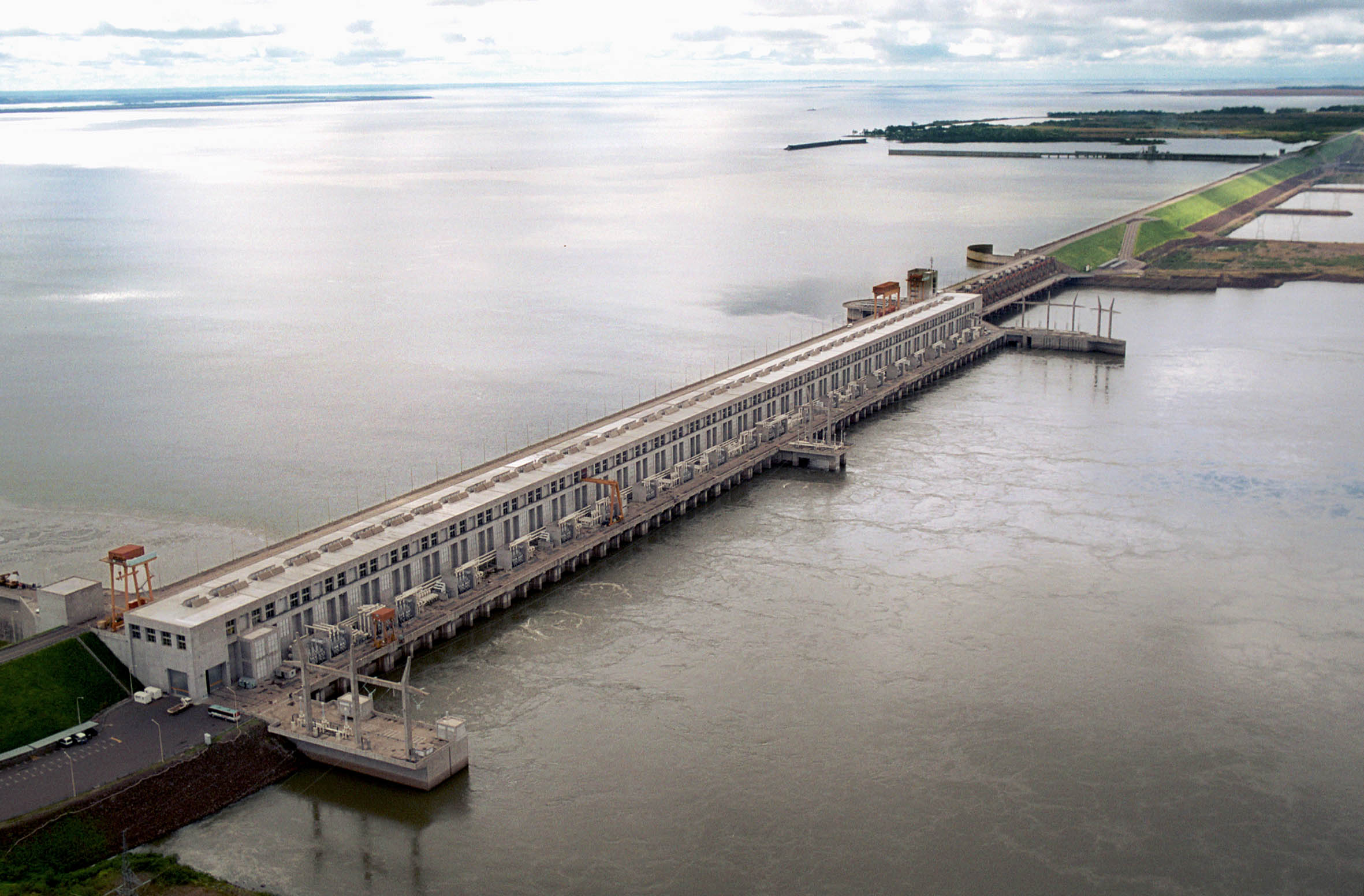
Zapora

Yaciretá (hiszp. La represa hidroeléctrica de Yacyretá-Apipé ) – zapora wodna na rzece Parana w Ameryce Południowej będąca wspólnym przedsięwzięciem Argentyny i Paragwaju.
Jest położona w argentyńskiej prowincji Corrientes i paragwajskim departamencie Misiones.
Budowana w latach 1974-2011. Zapora ma 808 metrów długości, a jej wysokość wynosi 21,3 m. Maksymalna moc elektrowni od roku 2011 wynosi 4050 MW. Do tego roku elektrownia osiągała moc 3100 MW ponieważ do lutego 2011 poziom wody w zbiorniku był niższy o siedem metrów od planowanego i tym samym zbiornik był wypełniony tylko w 60%..